# 自噬体
自噬体（autophagosome）是在自噬过程中产生的一种特殊的囊泡，它由细胞内的粗面內质网或高尔基体膜包裹细胞内源性物质（如由于生理或病理原因损伤的细胞器及其他细胞结构或过量储存的营养物质等）后分离到细胞质中形成。
自噬体直径一般为300-900nm（平均约500nm），其囊泡内常见的内含物包括细胞质基质和某些细胞器（如线粒体、内吞体及过氧化物酶体等）。与其他细胞器相比，自噬体的半衰期较短，约为8min。
英语 autophagosome 源自希腊语词根 auto “自身”与 phagy “吃” 以及 some “体”。 

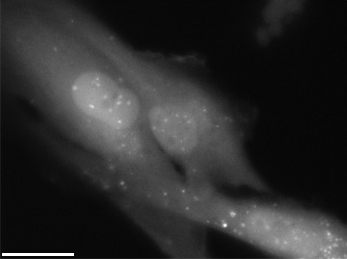
被荧光物质标记的一些自噬体

## 参与自噬作用
自噬体包裹需降解的细胞内容物并脱离进入细胞质基质后，会与溶酶体融合形成自噬溶酶体，自噬溶酶体中部分大分子物质会被这些囊泡中的酶水解成可通过渗透作用穿过囊泡膜回到细胞质基质中继续参与细胞的代谢，而剩余的未被分解的物质则残留在自噬溶酶体中，产生残留体。

## 意义
自噬体通过自噬作用循环细胞内源物，在细胞营养不良时分解较不重要的细胞结构来提供养份，可能对实现细胞代谢需要、更新某些细胞器并维持细胞内稳态有较重要的作用。但也有观点认为，自噬体是细胞程序性死亡中分解老化、损伤细胞的主体。自噬体对细胞所起的作用尚未完全阐明，包括其对癌细胞的作用。

## 历史
自噬体于1962年由Ashford及Porter首次在细胞中发现。